# Uvariopsis
Uvariopsis es un género de plantas fanerógamas  perteneciente a la familia de las anonáceas. Tiene 17 especies que son nativas de África tropical.

## Taxonomía
El género fue descrito por Adolf Engler y publicado en Notizblatt des Königlichen botanischen Gartens und Museums zu Berlin 2: 298. 1899.  La especie tipo es:  Uvariopsis zenkeri Engl. 

## Especies
| - Uvariopsis bakeriana - Uvariopsis batesii - Uvariopsis bisexualis - Uvariopsis chevalieri - Lista completa de especies |